# 76-я дивизия ПВО
76-я дивизия ПВО — воинское формирование в составе ВКС РФ.

## История
Бригада ведёт свою историю от зенитного ракетного Самарского полка, сформированного в 1952 году.
В 1963 году в Куйбышеве на базе расформированного 25-го отдельного корпуса ПВО создаётся 28-я дивизия ПВО.
В 1998 г. 28-я дивизия ПВО была расформирована.
В ходе военной реформы в 2009 году 76-я дивизия расформирована, на её базе создана 8-я бригада ВКО.
С 1 декабря 2014 года вновь реформирована в 76 дивизию ПВО..

## Структура
- 185-й гвардейский зенитный ракетный полк (Екатеринбург) - 2 зрдн С-300ПС;
- 511-й гвардейский зенитно-ракетный Смоленский Краснознамённый орденов Суворова, трижды  Кутузова и Богдана Хмельницкого полк (Энгельс) — 2 зрдн С-300ПС;
- 568-й гвардейский зенитный ракетный Краснознамённый полк[6] (Самара) — 3 зрдн С-300ПС;
- 340-й радиотехнический полк[7]

## Вооружение
- Зенитно ракетные комплексы С-400, С-300ПС
- Радиолокационные станции Небо[8][9]

## Подчинение
14-я армия ВВС и ПВО в составе ЦВО.

## Командиры
15-я отдельная бригада ПВО
- полковник Шиленков

28 дивизия ПВО
- полковник Коцько И.Т.

76 дивизии ПВО
- генерал-майор Иванов, Валерий Михайлович (2002–2003)[10];
- генерал-майор Гоменков, Дмитрий Викторович(2008)[11][12]

8 бригады ВКО
- полковник Поддубицкий, Алексей Алексеевич

76 дивизии ПВО
- генерал-майор Поддубицкий, Алексей Алексеевич (2014-2015)[13]
- генерал-майор Тихонов С. Г. (2015)[14][15][16]

## Базирование
- Управление и штаб дивизии - Самара, ул. Ерошевского, 94[1]